# 도모구이
《도모구이》(일본어: 共喰い)는 아오야마 신지가 감독한 2013년 일본의 영화이다. 주연은 스다 마사키.

## 출연
- 노가키 토마 : 스다 마사키
- 치쿠사 : 키노시타 미사키
- 코토코 : 유키코 시노하라
- 아파트의 여성 : 시시쿠라 아키코
- 젊은 형사 : 후치카미 야스시
- 형사 : 키시베 잇토쿠
- 케이지 : 미츠이시 켄
- 다니코 : 다나카 유코
- 아이들 : 후쿠야마 리코, 하라다 켄타, 코가 미츠테루, 사에구사 유키, 오가와 타케루, 코모리 유우야
- 경찰관들 : 스즈키 소이치로, 요코카와 토모히로

## 스태프
- 원작 : 다나카 신야  〈도모구이〉 (슈에이샤신문사)
- 감독 : 아오야마 신지
- 각본 : 아라이 하루히코
- 제작 : 카이 마사키
- 보조 프로듀서 : 사토 구미
- 촬영 : 이마이 타카히로
- 음향 : 키쿠치 노부유키
- 미술 : 시미즈 츠요시
- 편집 : 타마키 켄타
- 의상 : 시노즈카 나미
- 조감독 : 요시다 료
- 제작 담당 : 나카무라 테츠야
- 기획 협력 : 슈에이샤
- 배급 : 비터즈 엔트
- 홍보 : 미라클 보이스
- 제작사 : 스타일 잼
- 제작 : 〈도모구이〉 제작위원회 (스타일 잼, 미드 쉽, 긱 픽쳐스, 어뮤즈 소프트 엔터테인먼트, 비타즈 엔드)

## 수상 및 평가
- 우메모토 요이치는 본작이 부심하는 것은 1960년대에 절정기인 오시마 나기사가 살아있는 분노를 재현시킬 것이라고 지적했다.[1] 후지이 니코는 “일본 영화의 전통을 단순한 반복이 아닌 형태로 환생시키는 것에 성공하고 있다”고 말했다. 무라야마 교이치로는 본작에 특급 만점을 주었다.[2]

- 2013년 제66회 로카르노 국제 영화제에서 Youth Jury Award 최우수 작품상과 봇카리노 최우수 감독상을 수상하였다.[3]

- 제87회 키네마 준보 베스트 텐의 일본 영화 5위를 차지했다.[4] 그 외에, 각본상 (아라이 하루히코)과 여우조연상 (다나카 유코, 《시작의 길》에서의 연기와 함께)을 수상 하고 있다.  마찬가지로 영화 잡지 「영화 예술」에서 일본 영화 베스트 텐 제2위를 차지했다.[5]

- 주연 스다 마사키는 본작의 연기로 제37회 일본 아카데미상 신인 배우상을 수상했다.[6]

- 제68회 마이니치 영화 콩쿠르에서 각본상 (아라이 하루히코)과 촬영상 (이마이 타카히로)을 수상했다.[7]

- 뛰어난 신인 촬영 감독을 표창하는 제57회 미우라 상에서는 이마이 타카히로가 수상했다.